# Јешић
Јешић је српско и хрватско презиме.

## Познати
- Милан Јешић Ибра, народни херој Југославије
- Миодраг Јешић, спортски менаџер и бивши српски фудбалер
- Горан Јешић, потпредседник Демократске странке Србије
- Марко Јешић, аустралијски фудбалер
- Александар Јешић, српски фудбалер
- Недељко Јешић, професор, новинар и публициста